# Името ми е Червен
„Името ми е Червен“ (на турски: Benim Adım Kırmızı) е роман на Орхан Памук, издаден през 2000 година и преведен на български през 2004 година.

## Сюжет
Двама придворни миниатюристи са убити, докато работят по тайна поръчка за книга на султана. Дворът разпорежда разследване, което се превръща в изследване на корените на ислямската миниатюра и размишление за същността и формата на изкуството, както и за противоречивите му връзки с ислямския канон.
Най-красивата жена в града овдовява. Бъдещето ѝ е неясно заради сложните закони и обществени взаимоотношения, както и заради собствените ѝ съмнения и желания.

## Исторически фон
Действието се развива в Истанбул в края на XVI век. В света на традиционната декоративна ислямска миниатюра, служеща единствено за илюстриране на книги, нахлува влиянието на западноевропейското репрезентативно изкуство, в което картините се създават и ценят сами по себе си. Сред миниатюристите се оформят 2 лагера – на тези, които смятат, че е време да бъдат възприети нови похвати, и тези, които вярват, че това е в противоречие с ислямските канони.
Вторият лагер е подкрепен от фанатизирани проповедници, които се борят не само срещу новите форми на изкуство, но и срещу светските развлечения (кафенето) и неортодоксалните религиозни институции (суфизма).

## Форма
Романът е полифонична творба, изградена от изповедите на почти всички главни действащи лица, както и на животни, предмети и абстракции.